# Oberwildenau
Oberwildenau ist ein Gemeindeteil des Marktes Luhe-Wildenau im Oberpfälzer Landkreis Neustadt an der Waldnaab.

## Geographie

### Lage
Das Pfarrdorf Oberwildenau liegt im Naabtal an der Staatsstraße 2657, die von Wernberg kommend nach Weiden führt.  Der Ort ist über die Autobahnanschlussstelle 26 an die Bundesautobahn 93 angebunden, die 500 Meter südöstlich von Oberwildenau vorbeiführt. Nordöstlich des Ortes vereinigen sich die Waldnaab und die Haidenaab zur Naab. 

## Gebietsreform 1972
Oberwildenau ist ein Ortsteil der heutige Gemeinde Luhe-Wildenau. Diese entstand am 1. Mai 1978 durch den Zusammenschluss des Marktes Luhe und der Gemeinden Neudorf bei Luhe und Oberwildenau (mit dem am 1. April 1928 eingemeindeten Unterwildenau) bei gleichzeitiger Eingliederung von Teilen der aufgelösten Gemeinden Engleshof (Meisthof und Seibertshof), Glaubendorf (Glaubenwies) und Rothenstadt (Sperlhammer), zunächst unter dem Namen Luhe und ohne den Zusatz Markt. Am 1. Juni 1979 wurde die Gemeinde in Luhe-Wildenau umbenannt und am 1. August 1980 zum Markt erhoben.

## Wirtschaft und Infrastruktur

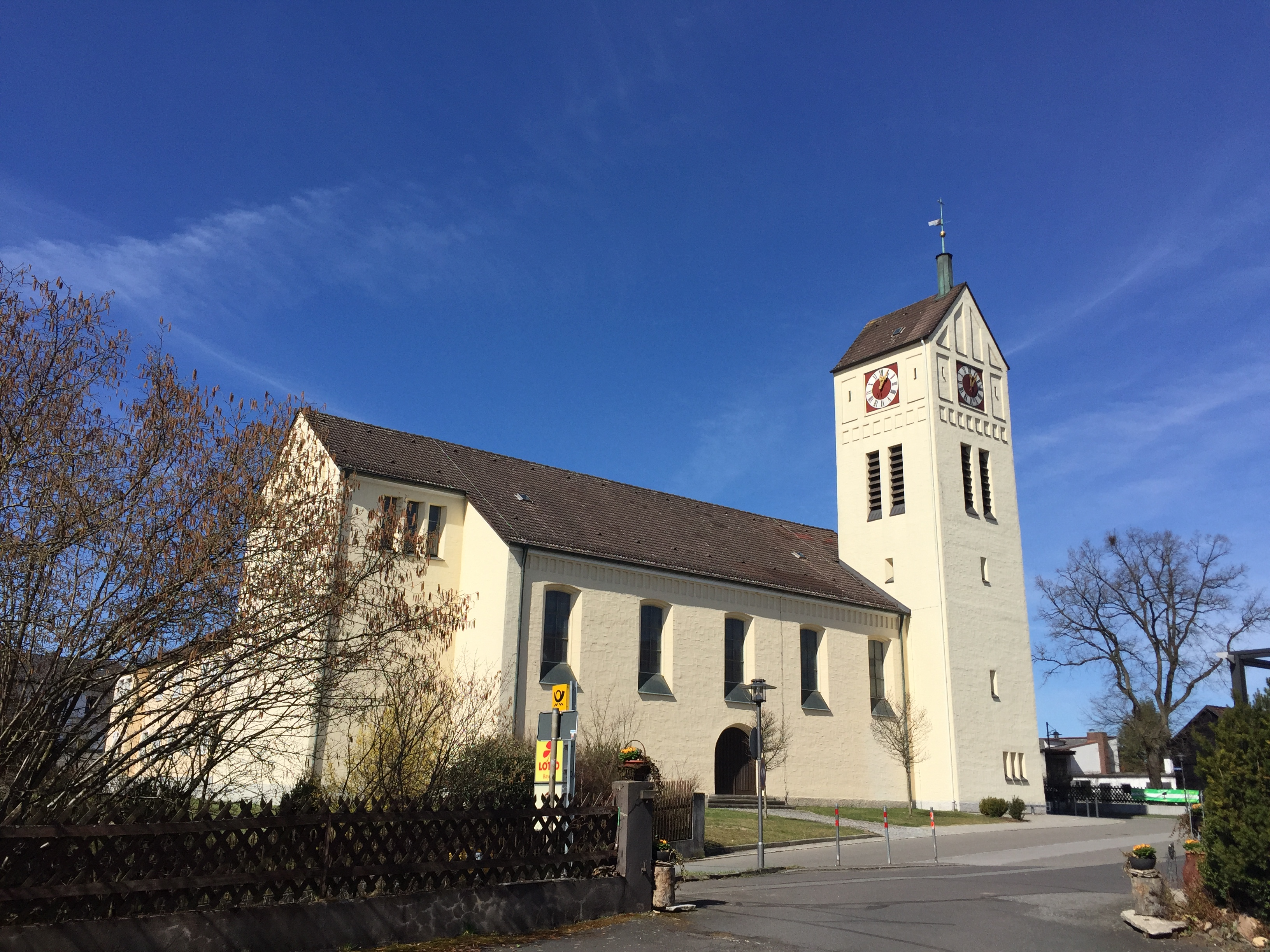
St. Michael (2018)

Oberwildenau war bedeutender Standort für Sand- und Kiesabbau. Hauptarbeitgeber ist die Firma Höhbauer GmbH (Fenster und Türen).

## Kultur und Sehenswürdigkeiten

### Baudenkmäler
- Kirche St. Michael (Oberwildenau), eingeweiht 1952, nicht in der amtlichen Denkmalliste eingetragen.